# Álvaro Tibério de Moncorvo Lima
Álvaro Tibério de Moncorvo Lima (Recife, 1816 — 1868) foi um político brasileiro. Foi presidente da Província da Bahia de 23 de agosto de 1855 a 19 de agosto de 1856.
Foi vice-presidente da Província da Bahia, assumindo a presidência seis vezes: de 20 de abril a 11 de setembro de 1850, de 3 de maio a 1 de setembro de 1851, de 3 de maio a 20 de setembro de 1852, de 18 de maio a 1 de outubro de 1853 e de 1 de junho a 19 de setembro de 1854. Foi então presidente nomeado, de 23 de agosto de 1855 a 19 de agosto de 1856.